# Peter Carl Goldmark
Peter Carl Goldmark, (in ungherese Goldmark Péter Károly), (Budapest, 2 dicembre 1906 – Port Chester, 7 dicembre 1977), è stato un ingegnere ungherese naturalizzato statunitense, che durante la sua attività presso la Columbia Records partecipò attivamente allo sviluppo dei dischi microsolco di vinile a 33 giri (LP), divenuti poi standard per la registrazione di intere opere musicali per almeno due generazioni. Il LP era stato introdotto nel 1948, da Goddard Lieberson della Columbia. Lieberson fu poi presidente della Columbia Records dal 1956 al 1971 e dal 1973 al 1975.

## Biografia
Ungherese di origine tedesca, Goldmark ebbe il primo contatto con la televisione nel 1926, mentre frequentava la scuola di specializzazione a Vienna. In seguito sperò di lavorare con John Logie Baird, ma venne accettato dopo l'incontro che ebbe con Baird a Londra. Si trasferì quindi negli Stati Uniti e nel 1936 entrò nei Laboratori CBS. Un anno dopo divenne un cittadino naturalizzato degli Stati Uniti.
Oltre al lavoro sullo sviluppo del LP, Goldmark mise a punto una tecnologia per televisione a colori, mentre lavorava alla CBS. Il sistema, svelato per la prima volta il 29 agosto 1940, e mostrato alla stampa il 3 settembre  usava una ruota di colori in rapida rotazione che alternava la trasmissione di rosso, verde e blu. Il sistema usava una trasmissione a 343 linee, circa 100 meno di quella in bianco e nero, e un diverso tasso di scansione di campo, e quindi non era compatibile con i televisori all'epoca sul mercato senza un adattatore.
Sebbene la CBS trasmise a colori con il sistema Goldmark nel 1950-1951, il "colore compatibile", la tecnologia sviluppata per  RCA e NBC (da un team guidato da Richard Kell, George H. Brown e altri) era compatibile con la TV in bianco e nero. Goldmark e altri sottolinearono che il sistema a ruota di colore della CBS forniva una migliore qualità dell'immagine (anche se a risoluzione inferiore) rispetto al sistema della RCA, ma il problema di compatibilità rappresentò un grosso ostacolo. Un sistema migliorato RCA/NBC venne presentato nel luglio 1953 è divenne lo standard del settore scelto dalla Commissione federale delle comunicazioni (FCC) nel dicembre 1953. Ironia della sorte, le telecamere che utilizzavano il sistema ruota di colori continuarono ad essere usate, per la ricerca scientifica, per diversi decenni ancora, tra cui le telecamere usate dalla NASA per documentare, durante gli anni 1970, diversi atterraggi di moduli lunari sul satellite terrestre.
Dopo il successo del disco LP, Goldmark trascorse i successivi due decenni ai Laboratori CBS lavorando a varie invenzioni, soprattutto sull'Electronic Video Recorder (videoregistratore), del quale fu il capo progetto. Questo futuristico dispositivo video che consentiva di riprodurre a casa dei film utilizzando bobine contenute in cassette di plastica, venne annunciato nel 1967. Un prototipo B&W venne presentato nel 1969 (con promessa di riproduzione a colori negli anni successivi), ma l'invenzione ebbe difficoltà ad affermarsi quando si rivelò difficile e costoso da produrre. La CBS era anche preoccupata per la possibilità di concorrenza da parte di dispositivi di home video, in particolare quelli che potevano anche registrare - una paura che alla fine si rivelò preveggenza. Come era accaduto per la televisione a colori, il sistema di Goldmark con EVR su pellicola venne sostituito da un'altra tecnologia, in questo caso della Sony, l'U-Matic 3/4" in formato videocassetta alla fine del 1971, poiché il formato cassetta si rivelò meno costoso e più efficace. Tuttavia, il disco di vinile di Goldmark, il long-playing, rimase lo standard nel settore della musica fino a quando il CD lo rimpiazzò alla fine degli anni 1980.
Per questo gli venne conferita la Elliott Cresson Medal nel 1969.
Avvicinandosi l'età di 65 anni e quindi l'obbligatorio pensionamento, Goldmark lasciò i CBS Laboratories nel 1971 e costituì la Goldmark Communications, dove perseguì la ricerca sull'uso delle tecnologie di comunicazione per fornire servizi come la teleconferenza e la possibilità di realizzare visite mediche da remoto alle persone abitanti in aree rurali. Finanziato dal National Science Foundation, nei primi anni 1970, il "New Rural Society Project" ("Nuovo progetto della Società Rurale") venne ospitato alla Fairfield University di Fairfield nel Connecticut, e gli consentì di condurre uno studio pilota in tutto lo stato dell'Eastern Connecticut e nelle zone rurali della Contea di Windham.
Il 22 novembre 1977, il presidente Jimmy Carter insignì Goldmark con la National Medal of Science "Per i contributi allo sviluppo delle scienze della comunicazione per l'educazione, l'intrattenimento, la cultura al servizio dell'umanità".
Goldmark morì in un incidente stradale il 7 dicembre 1977 nella Contea di Westchester.